# Atak na Kadyks (1587)
Angielski atak na Kadyks – starcie zbrojne, które miało miejsce w roku 1587 w trakcie wojny angielsko-hiszpańskiej.
W roku 1587 angielski korsarz Francis Drake otrzymał od królowej Elżbiety I zadanie przeciwstawienia się flocie hiszpańskiej stacjonującej w Kadyksie. Flota angielska liczyła 6 okrętów wojennych oraz 17 uzbrojonych statków handlowych i 2 000 ludzi. Dnia 19 kwietnia Anglicy dotarli do Kadyksu, w którego porcie zewnętrznym znajdowało się 60 okrętów wojennych oraz 10 galer bojowych. Po wymianie salw artyleryjskich, Hiszpanie wycofali się, pozostawiając okręty na łaskę Anglików, którzy zawładnęli całym znajdującym się na nich ładunkiem a następnie spalili hiszpańskie jednostki. Następnego dnia Anglicy wpłynęli do portu wewnętrznego, gdzie spalili okręt admiralski, statki handlowe oraz 5 galeonów. Po 36 godzinach walk Anglicy odpłynęli. 